# Steve Furniss
Steven Charles Furniss (Madison, 21 dicembre 1952) è un ex nuotatore statunitense.

## Carriera
Fortemente specializzato nei misti, annovera nel proprio palmarès una medaglia di bronzo ai Giochi Olimpici.

## Palmarès
- Giochi olimpici estivi

Monaco di Baviera 1972: bronzo nei 200m misti.
- Mondiali

Cali 1975: argento nei 200m misti.
- Giochi Panamericani

Cali 1971: oro nei 200m e 400m misti.
Città del Messico 1973: oro nei 200m e 400m misti.
- Universiadi

Mosca 1973: argento nei 200m dorso, nei 400m misti e nella 4x200m stile libero.